# Dwangbevel
Een dwangbevel is een namens de overheid uitgevaardigd schriftelijk bevel, gericht aan een persoon of rechtspersoon. Door dat 'bevel' verkrijgt het betreffende overheidsorgaan de mogelijkheid om een geldsom bij de betrokken persoon te incasseren. Voordat een dwangbevel mag worden uitgevaardigd moet er eerst worden aangemaand. De meest voorkomende situaties waarbij een dwangbevel wordt uitgevaardigd zijn de invordering van belastingen en het opleggen van een last onder dwangsom door een bestuursorgaan. Bij zo'n last wordt bijvoorbeeld beslist dat een illegale schuur moet worden afgebroken op straffe van een dwangsom voor iedere dag dat die schuur nog blijft staan.
Vanwege het ingrijpende karakter is het belangrijk dat het dwangbevel aankomt bij de geadresseerde. Om daar zeker van te zijn en vanwege het veronderstelde belang van het persoonlijk contact met de schuldenaar, moest de gerechtsdeurwaarder (of in het geval dat de belastingdienst het dwangbevel uitbrengt, de belastingdeurwaarder) het dwangbevel betekenen, dat wil zeggen in persoon overhandigen aan de woonplek van de schuldenaar uitreiken. Onderzoek heeft uitgewezen dat deze klassieke manier van betekenen in 85% van de gevallen niet leidde tot persoonlijk contact met de schuldenaar zelf maar dat het dwangbevel aan een huisgenoot of wegens een gesloten deur in de brievenbus moest worden achtergelaten. Mede uit oogpunt van kostenbesparing voor zowel bestuursorgaan als schuldenaar is het daarom sinds 1 januari 2004 ook mogelijk – en uitgegroeid tot algemeen gebruik – om het dwangbevel met een bevel tot betaling te betekenen door al dan niet aangetekende toezending per post. Dit is geregeld in een wetswijziging (gepubliceerd in Stb. 2003, 527) van de Invorderingswet 1990 die ook van toepassing is op de invordering van lagere overheidsbelastingen en heffingen zoals van een gemeente, water- of (hoog)heemraadschap e.d. Het bijzondere van het dwangbevel is dat het tevens een executoriale titel is. Het heeft dus dezelfde kracht als een gerechtelijk vonnis. Dat gold ook voor terugvorderings- en boetebesluiten van socialezekerheidsuitvoeringsorganen zoals Sociale verzekeringsbank (SVB), Uitvoeringsinstituut werknemersverzekeringen (UWV) en gemeente. Sinds de inwerkingtreding per 1 juli 2009 van de 4e tranche van de Algemene wet bestuursrecht (AWB) zijn ook deze organen bevoegd om een dwangbevel uit te vaardigen. Op de wijze waarop die organen invorderen is niet de Invorderingswet 1990 van toepassing, maar voorziet de AWB samen met elke socialezekerheidswet zelf in de invorderingsregels. Daarbij is eveneens de mogelijkheid opgenomen van toezending van het dwangbevel per (aangetekende of) gewone post. Het bestuursorgaan is vrij in de keuze tussen betekening van het dwangbevel in persoon door een (belasting- of gerechts)deurwaarder of per post.
Wordt er na betekening nóg niet aan het dwangbevel voldaan, dan kan het dwangbevel door de deurwaarder in geheel Nederland ten uitvoer worden gelegd. Het dwangbevel moet aan het hoofd voeren de woorden: "In naam van de Koning" (tot 1 juli 2015 "In naam des Konings", van 1890 tot 2013 "In naam der Koningin"). De deurwaarder kan na betekening alle middelen gebruiken die geregeld worden in het wetboek van burgerlijke rechtsvordering. Het staat de executant vrij tegelijkertijd beslag te leggen op alle voor beslag vatbare goederen, waartoe hij bevoegd is zijn vordering te verhalen.
De deurwaarder kan beslag leggen op de roerende zaken van betrokkene en heeft daarvoor toegang tot elke plaats, voor zover dat redelijkerwijs voor de vervulling van zijn taak nodig is. Blijven de deuren gesloten of wordt de opening daarvan geweigerd, gelijk mede indien geweigerd wordt enige kamer of huisraad te openen, alsmede wanneer niemand aanwezig in die betrokkene kan vertegenwoordigen, zal de deurwaarder zich vervoegen bij de burgemeester in wiens gemeente het beslag plaatsvindt en in zijn of haar bijzijn toegang verschaffen door de deuren te openen, zo nodig met behulp van een slotenmaker. In de praktijk wordt de taak van de burgemeester waargenomen door een hulpofficier van Justitie. Op de binnentreding in een woning zonder toestemming van de bewoner zijn de artikelen 10 en 11, tweede lid, van de Algemene wet op het binnentreden op het proces-verbaal van beslag van toepassing. Dit houdt in dat het tijdstip van binnentreding, in wiens bijzijn de deurwaarder binnentreedt en het tijdstip van het verlaten van de woning in het proces-verbaal van de deurwaarder dient te worden opgenomen. Blijft de betrokkene weigerachtig de totale vordering te voldoen dan kunnen de in beslag genomen roerende zaken in het openbaar worden verkocht (executieveiling). Deze verkoop mag niet eerder plaats hebben voor vier weken, te rekenen vanaf de dag van betekening aan betrokkene van het proces-verbaal beslag roerende zaken.
Tevens kan de deurwaarder beslag leggen onder derden. Bijvoorbeeld onder een bank op de te goeden die betrokkene daar aanhoudt. Of onder de werkgever op het salaris van betrokkene of diens partner met wie hij of zij in algehele gemeenschap van goederen is gehuwd. Daarnaast bestaat de mogelijkheid beslag te leggen op de onroerende zaken van betrokkene, het schip van betrokkene of overige vermogensrechten (auteursrechten, melkquotum, handelsnamen, domeinnamen, octrooien).
Omdat aan het uitvaardigen van een dwangbevel geen rechter te pas komt, voorziet de wet in de mogelijkheid verzet in te stellen. In die procedure gaat het echter alleen om de vraag of terecht een dwangbevel is uitgevaardigd. De vraag of er een belastingschuld bestaat, of dat er terecht een last onder dwangsom is opgelegd staat niet ter discussie. Die vragen hadden eerder aan de rechter voorgelegd moeten worden. Overigens weegt de rechter dat wel indirect mee, omdat ook beoordeeld wordt of het bestuursorgaan in redelijkheid gebruik mocht maken van de bevoegdheid om een dwangbevel uit te vaardigen.

## Voetnoot
1. ↑  ‘In naam der Koningin!’, Van Veen Advocaten, 10 juli 2015; zie ook het Wikipedia-artikel Executoriale titel, paragraaf Historie vermelding in hoofd.